# Gmina Lokve
Gmina Lokve (chorw. Općina Lokve) – gmina w Chorwacji, w żupanii primorsko-gorskiej. W 2011 roku liczyła  1049 mieszkańców.